# ハーダー (SS-257)
ハーダー (USS Harder, SS-257) は、アメリカ海軍の潜水艦。ガトー級潜水艦。艦名はアフリカーンス語で「ボラ」を指し、全世界に分布するタイプ種のボラから南アフリカ固有種まで、ボラ科の総称に因む。
第二次世界大戦における最も有名な潜水艦の一隻であり、後に殊勲部隊章を受章した。艦長であるサミュエル・D・ディーレイ少佐（アナポリス1930年組）は「潜水艦乗りの中の潜水艦乗り a submariner's submariner,」として名誉勲章および海軍十字章を受章した。

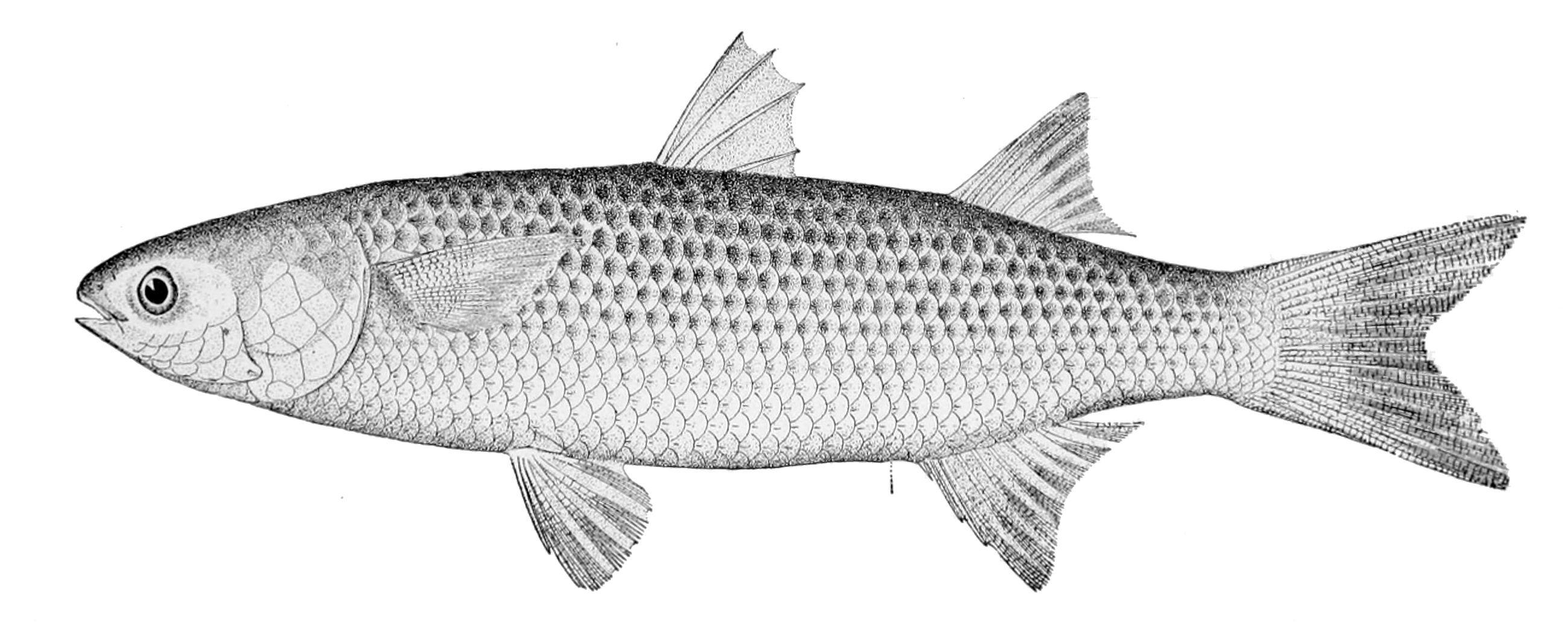
ボラ（Platkop-harder）

## 艦歴
「ハーダー」はコネチカット州グロトンのエレクトリック・ボートで1941年12月1日に起工、1942年8月19日にヘレン・M・シャフォースによって進水し、12月2日にディーレイ少佐の指揮下就役した。東海岸水域で訓練を実施した後真珠湾に回航され、1943年5月に到着後はここでも短期の訓練に従事した。

### 第1の哨戒 1943年6月 - 7月
1943年6月7日、「ハーダー」は最初の哨戒で日本近海に向かった。6月21日深夜から翌22日未明にかけて、北緯34度30分 東経137度32分 / 北緯34.500度 東経137.533度の大王崎沖12海里の地点で潜水母艦「駒橋」が護衛する第7621B船団を発見する。レーダー使用による水上攻撃により魚雷を4本発射し、魚雷は海軍徴傭タンカー「第三共栄丸」（共栄タンカー、1,182トン）に命中して火災を発生させたが辛くも沈没は免れた。「駒橋」は爆雷を投下したが、「ハーダー」は350フィートの深度に逃れて難なく爆雷攻撃を切り抜けた。日付が6月22日から6月23日に変わるころ、14ノットで航行する「第42号駆潜艇」を発見し、「第42号駆潜艇」もまた「ハーダー」を発見して砲戦を開始したが荒天のためすぐに打ち切られ、「ハーダー」は「第42号駆潜艇」を振り切ることに成功した。
6月23日未明、「ハーダー」は北緯33度45分 東経138度10分 / 北緯33.750度 東経138.167度の神子元島沖で輸送船団を発見し、大きい目標である特設運送艦「相良丸」（日本郵船、7,189トン）に対して魚雷を4本発射、魚雷は1本しか命中しなかったものの航行不能にした。「相良丸」は護衛の駆逐艦「澤風」の手助けで天竜川河口掛塚灯台付近に座礁した。6月24日朝には北緯34度00分 東経136度40分 / 北緯34.000度 東経136.667度の三木埼87度20海里地点で第8623船団を発見し、魚雷を計7本発射して3つの命中と判断された。魚雷は輸送船「木津川丸」（東洋海運、1,915トン）に向かったが、回避された。6月25日午後にも北緯33度25分 東経135度44分 / 北緯33.417度 東経135.733度の潮岬西方で3隻の輸送船団を発見し、魚雷を計7本発射。2つの爆発を確認したが、実際には輸送船「名瀬丸」（大阪商船、1,218トン）は雷撃を回避した。6月29日午前、「ハーダー」は北緯34度34分 東経137度52分 / 北緯34.567度 東経137.867度の地点で座礁した「相良丸」を発見し、残った2本の魚雷を発射しようとしたが、特に利益にもならないと見て発射しなかった。
同じ日の午後には北緯34度34分 東経137度52分 / 北緯34.567度 東経137.867度の地点で第8628B船団を発見し、最後に残った魚雷を2本発射。魚雷は輸送船とタンカーに1本ずつ命中したものと判定されたが、回避されたばかりか「機雷の爆発」と勘違いされた。7月7日にミッドウェー島に寄港。7月10日、33日間の行動を終えて真珠湾に帰投した。

### 第2の哨戒 1943年8月 - 10月
8月24日、「ハーダー」は2回目の哨戒で日本近海に向かった。9月9日未明、レーダーにより横浜から函館に向かっていた輸送船団を発見。明け方に北緯35度23分 東経140度38分 / 北緯35.383度 東経140.633度の犬吠埼東南東11kmの地点で魚雷を3本発射し、うち1本が輸送船「甲陽丸」（日本郵船、3,022トン）に命中した。魚雷は不発だったが命中の衝撃で船体に亀裂が入り、被雷後半日経って沈没した。不発だったゆえか、「ハーダー」の攻撃記録は当初は「与えた損害なし」と記された。攻撃直後に護衛の「第3号掃海艇」がハーダーから約1,100m離れて通過したが、気づいた様子はなかった。
9月10日夜にも御蔵島沖でレーダーで目標を探知し、9月11日未明にいたって北緯33度50分 東経139度33分 / 北緯33.833度 東経139.550度の地点で輸送船団の斜め前方に進出して魚雷を3本発射。魚雷は特設運送船「陽光丸」（三光汽船、1,050トン）に命中して撃沈した。9月12日にも石廊崎近海で2隻の輸送船を発見して攻撃に移ろうとしたが、直前に航空機に制圧された。翌9月13日には北緯34度40分 東経138度45分 / 北緯34.667度 東経138.750度の地点で護衛艦を配した2隻の輸送船を発見し、魚雷を2本発射したが命中せず、再び航空機が現れたので身を隠した。制圧は中休みをはさんで9月15日まで及び、「ハーダー」の電池は浮上と潜航を繰り返したことによって充電が十分にできなかったため、もう少しで電力が失われるところだった。その9月15日、北緯34度05分 東経139度15分 / 北緯34.083度 東経139.250度の地点で単独航行中の掃海艇を発見し、真後ろから魚雷を2本発射したが命中しなかった。
9月19日、北緯33度26分 東経135度39分 / 北緯33.433度 東経135.650度の潮岬260度6.5海里の地点で駒橋が護衛する輸送船団を発見し、魚雷を3本ずつ計6本発射して輸送船「加智山丸」（西日本汽船、814トン）に2本命中させて撃沈した。おりしも悪天候だったため、「ハーダー」はその悪天候の中に逃げ込んだ。
9月23日にも北緯34度20分 東経137度05分 / 北緯34.333度 東経137.083度の大王崎沖で輸送船団を探知して正面よりの位置から魚雷を3本ずつ計6本発射し、タンカー「大神丸」（大岩汽船部、5,574トン）と輸送船「弘和丸」（北海船舶、4,520トン）に2本ずつ命中させ両船とも撃沈した。9月28日朝、北緯33度40分 東経136度05分 / 北緯33.667度 東経136.083度の地点で5隻の輸送船団を発見して、最後に残った魚雷を2本発射したが命中しなかった。
魚雷を使い切った「ハーダー」は針路を東に向けた。9月30日午後、推定位置北緯34度10分 東経150度49分 / 北緯34.167度 東経150.817度の地点で漁船のようなものを発見した。一方、東経150度線での哨戒に任じていた第二監視艇隊所属の「第三松成丸」と「第二旭丸」（立石松義、164トン）もほぼ同じ頃に「ハーダー」を発見していた。「ハーダー」はそのまま東に去ろうとしたが、「第三松成丸」が接近してきたので無視できなくなり16時21分、2隻に対して発砲。「第三松成丸」と「第二旭丸」も同時刻に撃ち返してきた。「ハーダー」は最初のうちは太陽を背に有利な態勢であったが、日が暮れるに従って「第三松成丸」と「第二旭丸」が次々と発煙筒を投げ込み視界が悪くなった。「ハーダー」は命中弾こそ与えたが攻撃は不徹底に終わり、東方に脱出した。10月8日、46日間の行動を終えて真珠湾に帰投した。

### 第3の哨戒 1943年10月 - 11月
10月30日、「ハーダー」は3回目の哨戒でスヌーク (USS Snook, SS-279) 、パーゴ (USS Pargo, SS-264) とウルフパックを構成しマリアナ諸島方面に向かった。11月12日午後、「ハーダー」は北緯21度03分 東経144度40分 / 北緯21.050度 東経144.667度のウラカス島近海で輸送船と「武装トローラー」を発見。魚雷を3本発射して2つの命中を確認し、観測してみると特設掃海艇「第十一鶚丸」（日本海洋漁業、265トン）がまさに沈もうとしている場面に遭遇した。護衛艦を始末したことで「ハーダー」は浮上砲戦に移り、3インチ砲と20ミリ機銃の射撃を行い、輸送船も始末したと判定された。
11月19日未明には、北緯22度28分 東経147度22分 / 北緯22.467度 東経147.367度のサイパン島沖で4隻の輸送船に駆逐艦「夕月」と海防艦「福江」が護衛する第4111船団を発見し、2隻の目標に対して魚雷を6本、さらに艦尾発射管から3本の計9本発射して5つの爆発を確認する。魚雷は2隻の輸送船、「鵜戸丸」（日本製鐵、3,936トン）と「北江丸」（大連汽船、5,384トン）に命中し、「鵜戸丸」は沈没して「第10号駆潜艇」を曳航中だった「北江丸」は大破する。「北江丸」は「夕月」と輸送船「日鉱丸」（日産汽船、5,949トン）に曳航されたが上手くゆかず、いつしか「夕月」は「日鉱丸」を見失ってしまった。「ハーダー」は暗夜の中をレーダーを頼みに2つの目標に対して魚雷を4本発射し、日付が11月20日に変わって間もなく魚雷をもう3本発射し、2本が命中したことを確認する。1隻は間もなく沈没していったが、もう1隻は健在だろうと思われさらに魚雷を1本発射したが命中せず、相手が備砲で反撃してくる中を重ねて魚雷を3本発射したが結果はよく分からなかった。しかし、目標を全て一掃したと報告して攻撃を終えることとした。「北江丸」と「日鉱丸」の最後ははっきりしないが、一連の攻撃によって沈没した。明け方近く、「ハーダー」のレーダースクリーンに3隻の駆逐艦の思しき目標が探知され、最後に残った魚雷を発射してのち、針路を真珠湾に向けた。11月30日、31日間の行動を終えて真珠湾に帰投。その後、メア・アイランド海軍造船所に回航されてオーバーホールに入った。折から、「H.O.R.エンジン搭載艦は1隻残らず、暫時エンジンを換装するように」という合衆国艦隊司令長官兼海軍作戦部長アーネスト・キング大将の命令が出ており、甚だ旧式でトラブルが多く信頼性に欠けていたH.O.R.エンジンを、本来搭載されるGM社製278A16気筒エンジンに換装した。1944年2月27日、オーバーホールを終えた「ハーダー」は真珠湾に戻った。

### 第4の哨戒 1944年3月 - 5月
3月16日、「ハーダー」は4回目の哨戒でシーホース (USS Seahorse, SS-304) とともにカロリン諸島へ向かった。ジョンストン島で補給ののち、ウォレアイ環礁近海の哨区に到着。折りしも、第58任務部隊（マーク・ミッチャー中将）によるパラオやその周辺の島々への攻撃が予定されていたので（パラオ大空襲）、「ハーダー」は僚艦とともに脱出艦船への攻撃と搭乗員救助の任務にあたることとなった。3月31日にはウォレアイ環礁への空襲の光景を見た。翌4月1日、前日のウォレアイ環礁攻撃で撃墜され、負傷して島の海岸で救助を待つ戦闘機パイロットの存在を知った。島には日本兵がいるとみられ、救出は一刻も争う事態であった。空中援護の元にウォレアイ環礁の奥深くまで艦を進め、威嚇の艦砲射撃を仕掛けたのち、志願兵で構成した救助隊がゴムボートで海岸に向かい、日本の狙撃兵からの銃火をものともせずパイロットを救助して無事艦に戻り、外洋に引き返した。

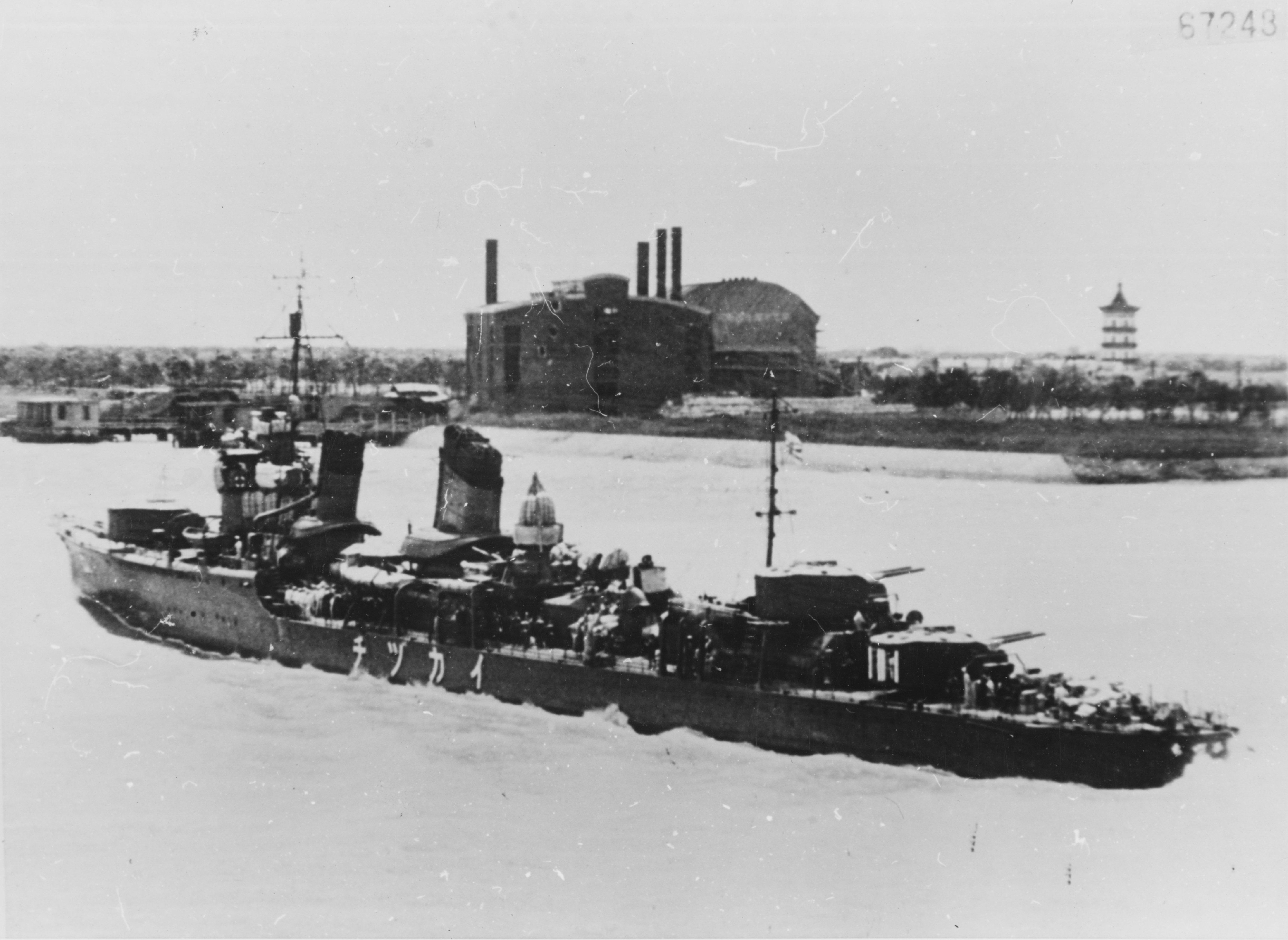
駆逐艦「雷」（1938年頃）

4月13日午後、「ハーダー」はグアム南南西沖を浮上航行中、日本の哨戒機に発見された。その頃、サイパン島からの輸送船団が付近を航行中であり、哨戒機は特設運送船「山陽丸」（大阪商船、8,360トン）の護衛をしていた駆逐艦「雷」（第6駆逐隊）に通報。「雷」は「ハーダー」を制圧すべく船団を離れていった。「ハーダー」は哨戒機に発見された後直ちに潜航しており、やがて「雷」がやってきた。「ハーダー」は北緯10度13分 東経143度51分 / 北緯10.217度 東経143.850度の地点で「雷」を800mの至近距離までひきつけて魚雷を4本発射。そのうちの2本が命中し撃沈した。ディーレイ艦長はこの攻撃について"Expended four torpedoes and one Jap destroyer!" (4本の魚雷とジャップの駆逐艦を消費した！) と記し、この言葉はアメリカ海軍戦史に残る印象的なフレーズとして追加された。
4月17日には北緯09度30分 東経142度35分 / 北緯9.500度 東経142.583度の地点でレーダーで輸送船と駆逐艦を探知し、魚雷を4本発射。魚雷は2本が陸軍輸送船「松江丸」（日本郵船、7,061トン）に命中して火災発生の末に沈没していった。4月20日朝、折からのスコールの中ウォレアイ環礁に舞い戻り、艦砲射撃を実施した。5月3日、47日間の行動を終えてフリーマントルに帰投した。

### 第5の哨戒 1944年5月 - 7月

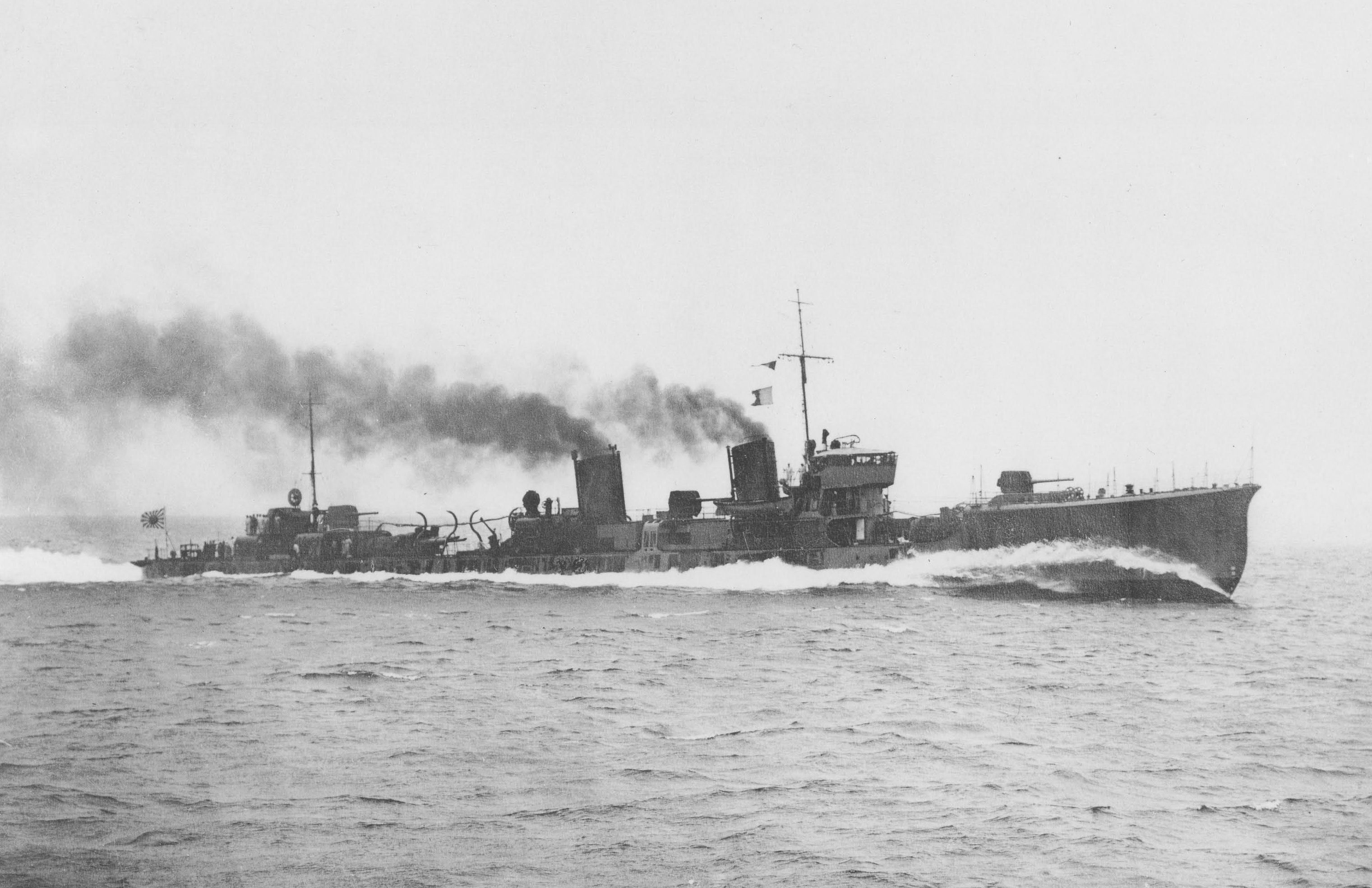
駆逐艦「水無月」（1927年）

5月26日、「ハーダー」は5回目の哨戒で、レッドフィン (USS Redfin, SS-272) とともにセレベス海方面に向かった。この哨戒は、「ハーダー」の艦歴のうちでも最も輝かしいものとなった。
6月6日夜、「ハーダー」は北緯04度05分 東経119度30分 / 北緯4.083度 東経119.500度のタウィタウィとボルネオ島に挟まれセレベス海とスールー海を結ぶシブツ海峡で、特設運送船（給油）「興川丸」（川崎汽船、10,043トン）を護衛する秋月型駆逐艦「若月」および睦月型駆逐艦「水無月」をレーダーで探知する。「ハーダー」は浮上したまま15ノットで航行中の船団を追跡したが、月明かりによって存在を相手に知られてしまった。「水無月」が「ハーダー」を撃沈すべく艦首を向けてきたため、「ハーダー」は潜航して「水無月」に艦首を向け、同艦が1,000mにまで接近してきた時に魚雷3本を発射し、うち2本が艦首と艦橋直下に命中して5分程で沈んだ。「ハーダー」は第二撃として「若月」に対し魚雷を6本発射したが、命中しなかった。

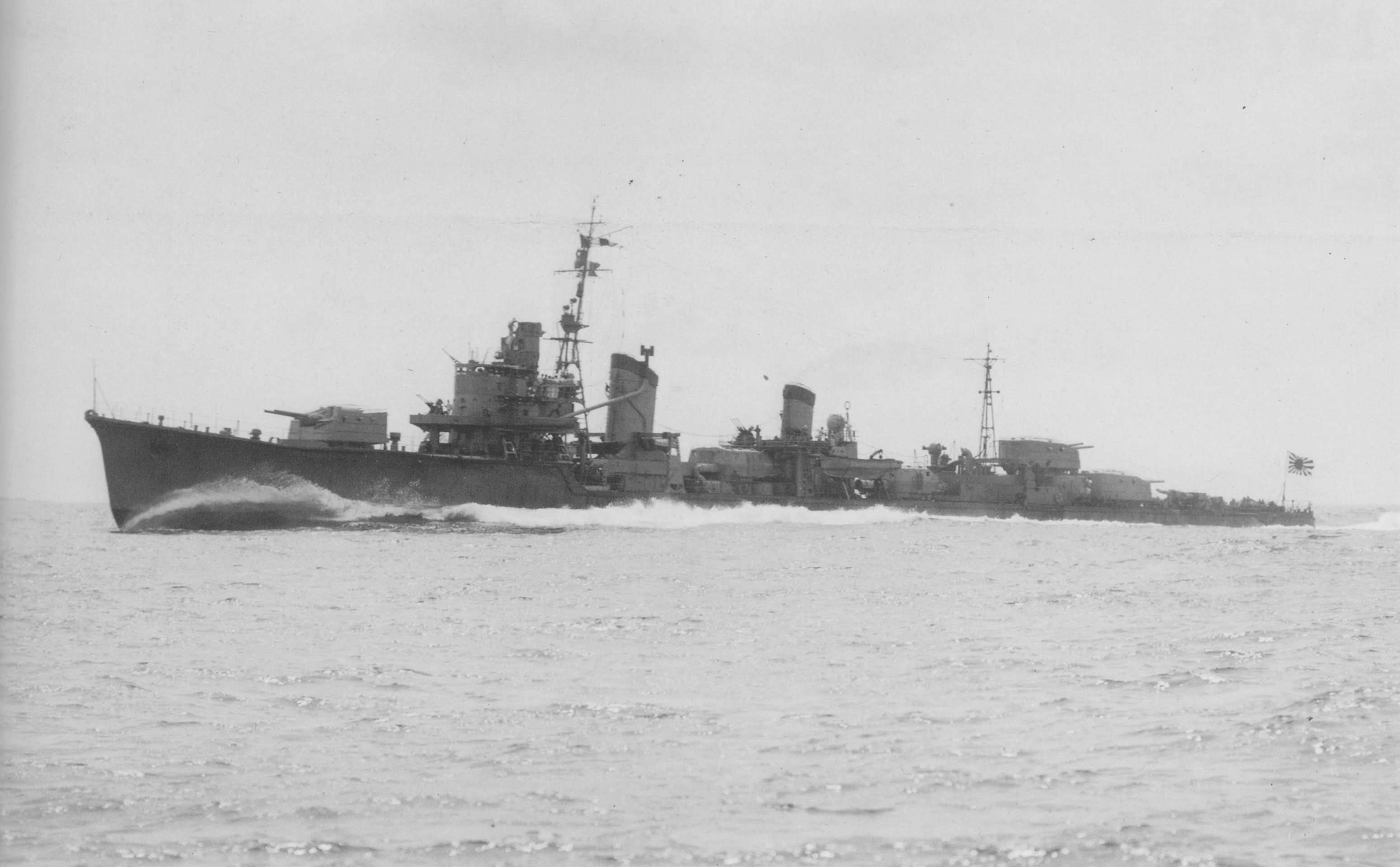
駆逐艦「早波」（1943年）

6月7日早朝、「ハーダー」は北緯04度43分 東経120度03分 / 北緯4.717度 東経120.050度のタウィタウィ沖で日本の飛行機を発見して潜航した。程なく、この日の対潜掃討に従事していた駆逐艦「早波」（第32駆逐隊）に出くわす。「早波」は「ハーダー」の潜望鏡を発見し全速力で突撃してきた。「ハーダー」は600mという至近距離まで「早波」を引きつけ、真正面から魚雷3本を発射。うち2本は中央部に命中して11時43分に「早波」は轟沈した。この轟沈劇は、「ハーダー」が「早波」を発見してからわずか10分弱の出来事であり、「早波」乗員は士官は1人を除いて全員戦死、その他も44名しか生き残らなかった。その後「ハーダー」は爆雷攻撃を受けたが、何も起こらなかった。夕刻に浮上し、シブツ海峡を経由してボルネオ島の北東沖に向かった。
翌6月8日夜、ボルネオ島の一角、北緯05度25分 東経119度02分 / 北緯5.417度 東経119.033度の地点で、諜報活動を行っていたイギリス人6名と連絡を取ることに成功し、フリーマントル出撃時から同乗していたオーストラリア軍のW・J・ジンキンス中佐を上陸させる。

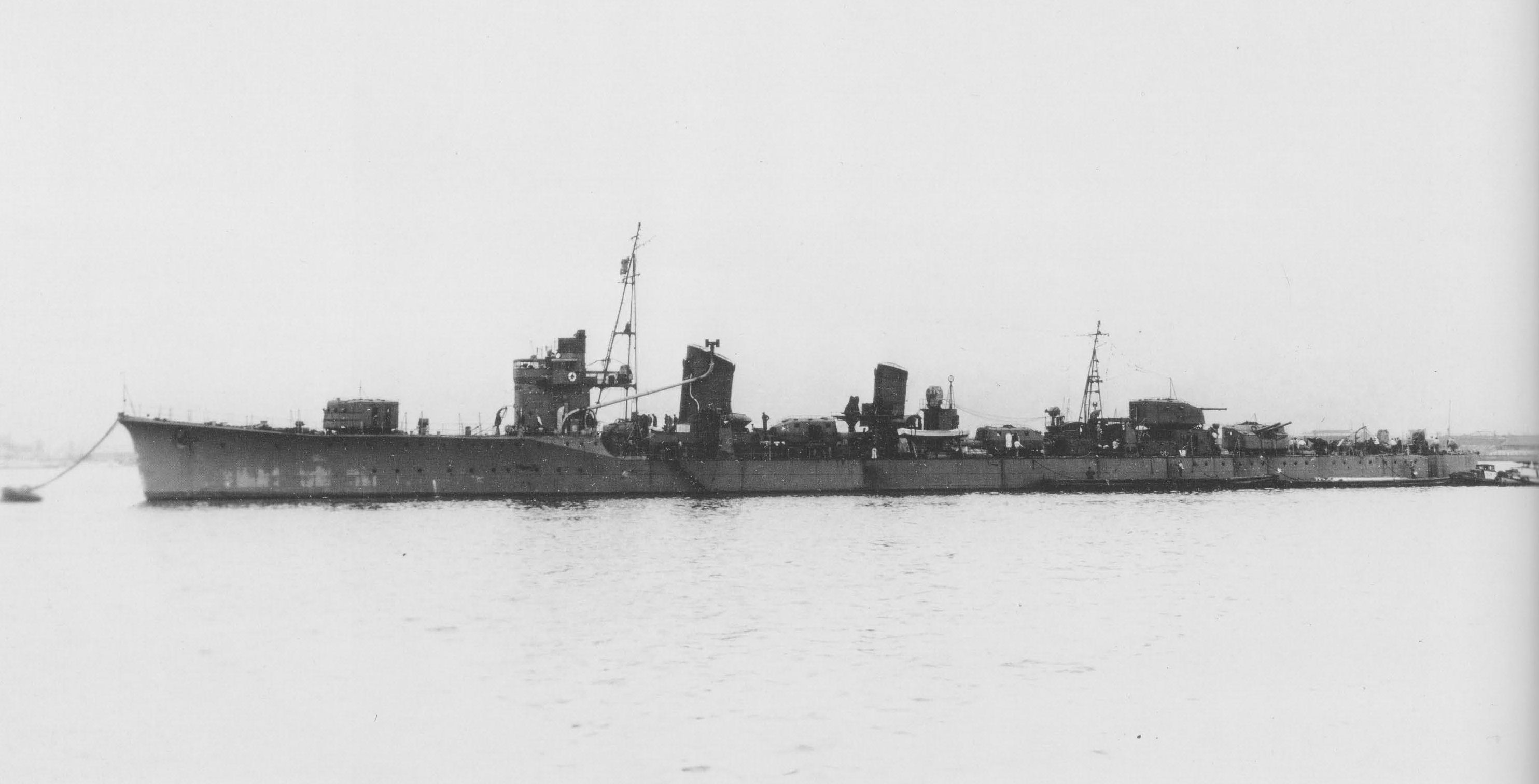
駆逐艦「谷風」（1941年）

6月9日夕刻、「ハーダー」は北緯05度42分 東経120度41分 / 北緯5.700度 東経120.683度のタウィタウィ沖でジグザグ航行中の2隻の駆逐艦がいることを確認した。レーダーが操作できる深度に潜航し、戦闘配置を発令された。この日は第4駆逐隊の駆逐艦3隻がタウィタウィ沖の哨戒任務に従事しており、また対潜掃蕩に出動していた第61駆逐隊の「初月」と「秋月」が泊地へ帰投した。かわりに駆逐艦「磯風」「島風」「早霜」と「谷風」が港外へ出動した。
このうち、最も近くにいた「谷風」（第17駆逐隊）がターゲットとして選定され、「ハーダー」はじっと観測を続けた。「谷風」は通常のジグザグ航行を行っていると判断され、潜望鏡深度に深度を変えた。やがて、「ハーダー」と「谷風」はT字型で交わるような態勢となり、「ハーダー」は900mの距離から魚雷を4本発射した。最初の魚雷は「谷風」の前を通過していったが、2番目と3番目の魚雷が艦首と艦橋真下に命中し、4本目は逸れていった。「谷風」では魚雷を確認して回避しようとしたが間に合わず、1番砲塔左舷への命中で艦前部が切断、さらに中央部へ魚雷が命中し、ほぼ轟沈であった。22時25分、「谷風」は、22時25分にすさまじい爆発を起こしながら沈没した。「ハーダー」は2隻目の駆逐艦を攻撃すべく準備したが、逸れた4本目の魚雷が命中するかも知れないと判断し、攻撃を控えた。さらに「谷風」の沈没にともない爆雷が水中で起爆した。その爆発は水中にいた「ハーダー」をも揺るがせ、潜望鏡の視界いっぱいに目もくらむような爆発による閃光が見え、「谷風」は完全に姿を消した。生存者は応急出動した駆逐艦「沖波」などに収容された。「ハーダー」はしばらくしてから浮上し、周囲を探索したが、夜のためか「谷風」の残骸物らしきものは見つからなかった。爆雷攻撃があった後、「ハーダー」はタウィタウィの南側に移動するが、6月10日未明に件のジンキンス中佐とイギリス人6名を収容することは忘れなかった。
6月10日夕刻、「ハーダー」は北緯04度33分 東経120度07分 / 北緯4.550度 東経120.117度のタウィタウィ南方で、ビアク島救援の渾作戦（第三次渾作戦）に参加すべくタウィタウィを出撃してきた第一戦隊司令官宇垣纏中将の艦隊（大和、武蔵、能代、島風、沖波、山雲、野分）を発見、追跡した。
「ハーダー」は大和型戦艦2隻の左舷側に位置し、潜望鏡で観測していた。その時「武蔵」の高角砲が数発潜望鏡めがけて発射され、また駆逐艦「沖波」が高速で接近してきた。
「ハーダー」は「沖波」が約1,200mになるまで引き寄せ、真正面から魚雷を3本発射し、爆発音を聴取して撃沈と判定したあと、「ハーダー」は2時間にわたって爆雷攻撃を受け、深深度まで潜航したが小さなダメージを受けた。深夜に浮上して艦隊発見を司令部に打電した後、ライトブイを発見。駆逐艦に打撃を与えたと判断された（沖波もハーダーを撃沈したと判定した）。6月21日に魚雷を補給すべく一度ダーウィンに立ち寄り、フロレス海方面で哨戒を実施した。7月3日、45日間の行動を終えてダーウィンに帰投した。
この5回目の哨戒における「ハーダー」の活躍ぶりは、マリアナ諸島方面の戦局に関する日本海軍の判断に大きな狂いを生じさせた。すなわち、「ハーダー」による駆逐艦の連続撃沈と周辺での頻繁なアメリカ側の交信により、タウィタウィが複数の潜水艦により包囲されていると信じきった連合艦隊司令長官・豊田副武大将は、小沢治三郎中将の第一機動艦隊を予定より早くタウィタウィから立ち去らせる判断を下した。予定を大幅に狂わされた小沢中将は、搭乗員の鍛錬も十分にできないままマリアナ諸島方面に進撃し、6月19日のマリアナ沖海戦を迎えることとなった。

### 第6の哨戒 1944年8月
8月5日、「ハーダー」は6回目の哨戒でハッド (USS Haddo, SS-255) 、ヘイク (USS Hake, SS-256) とウルフパックを構成し南シナ海方面に向かった。3隻の艦長のうち「ハーダー」のディーレイ艦長が最先任だったので、彼がウルフパックの指揮を執った。8月21日未明、「ハーダー」は「ハッド」とミンドロ島沖で会合し、レイトン (USS Raton, SS-270) 、レイ (USS Ray, SS-271) 、ギターロ (USS Guitarro, SS-363) からなる別のウルフパックと合流したことを報告。このとき、ミンドロ島パルアン湾にはミ12船団が停泊しており、湾の外でウルフパックが待ち構えている状況だった。ディーレイは攻撃区域を「ハーダー」が西方、「ハッド」は南西方、「レイ」と「ギターロ」は北西方と割り振り各艦を待機させた。ミ12船団は8月21日朝に出港し、「ハーダー」のいた方角に向かわなかったものの大きな損害を蒙った。

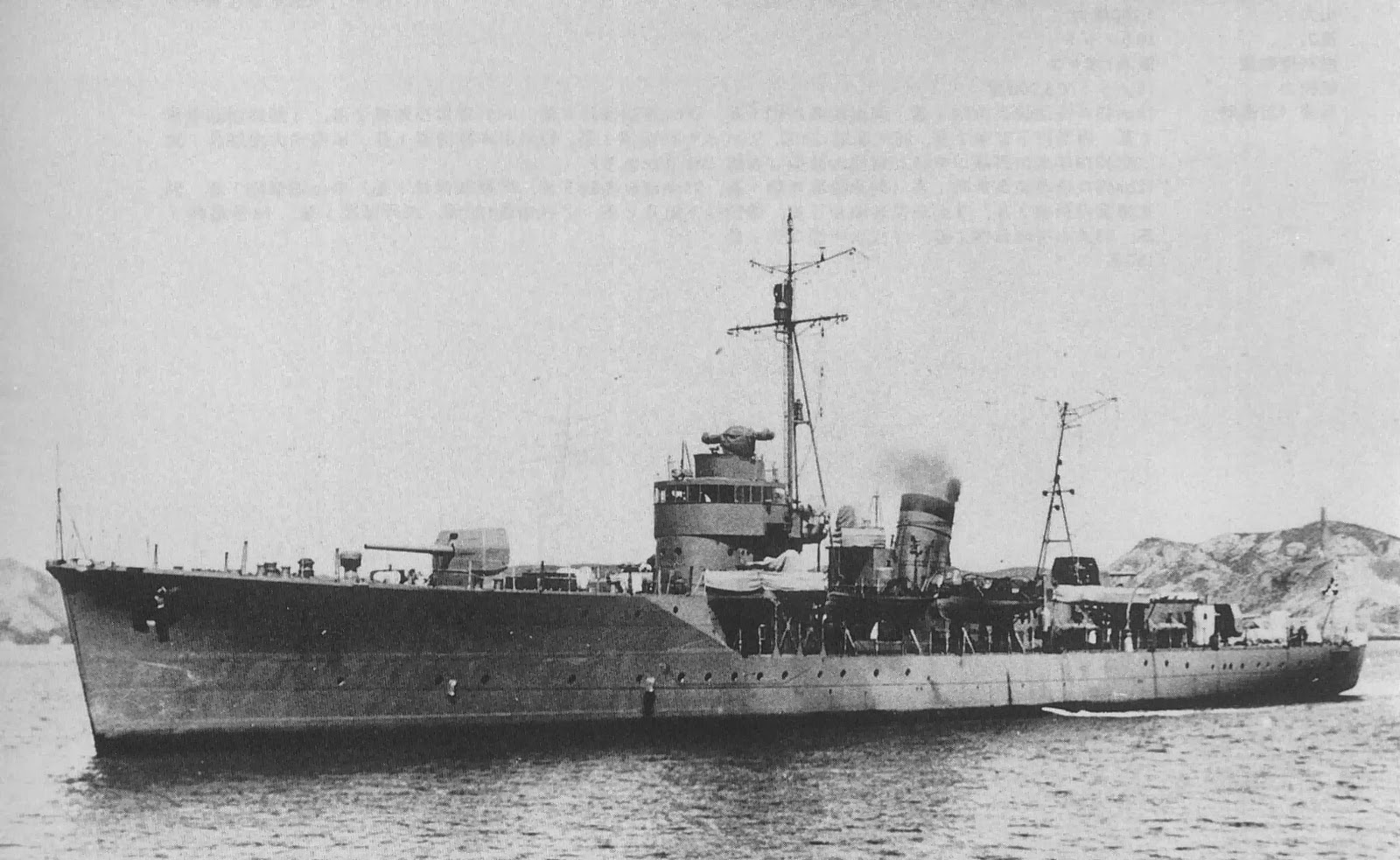
海防艦「松輪」

翌8月22日4時ごろ、「ハーダー」と「ハッド」は北緯14度25分 東経120度00分 / 北緯14.417度 東経120.000度のバターン半島マリベレスの西方50キロ地点、ヒ71船団から分離して対潜掃討を行っていた海防艦「日振」と「松輪」、「佐渡」をレーダーで発見した。海防艦はルソン島寄りから「松輪」「日振」が平行し、「佐渡」はその後ろを航行し三角形の陣形を成していた。2隻は機会をうかがいつつ追尾したが、「ハッド」からはやや攻撃しにくい態勢だったらしく、艦長チェスター・W・ニミッツ・ジュニア少佐（アナポリス1936年組）は、攻撃すべきかどうか判断しかねていたが、ディーレイは「（攻撃は）いけそうだ。目標は小さくない」とニミッツに発破をかけた。「ハーダー」が「日振」と「松輪」を目標に魚雷を発射し、「ハッド」も「佐渡」を目標に魚雷を3本発射。「佐渡」は魚雷1本が中央部に命中して航行不能に陥り、その左右前方にいた「松輪」と「日振」にも火柱があがる。「松輪」の船体は前部が沈んで後部だけ浮いており、「日振」も後部だけ浮いて、双方とも航行不能となった。「ハッド」の二度目の攻撃は成功せず、三度目の攻撃で「佐渡」と半身の「日振」に向けて魚雷を3本発射し、「佐渡」に再び魚雷を命中させて撃沈した。「ハーダー」も二度目の攻撃で松輪を、三度目の攻撃で「ハッド」が仕留めそこなった「日振」を撃沈した。こうして海防艦群を全滅させたわけだが、当初は輸送船が混じっていると判断され、「ハーダー」は「駆逐艦」と「4,000トン級輸送船」を撃沈したことになっていた。夜に入って「ヘイク」が合流してきた。
8月23日、「ハーダー」と「ハッド」はルソン島沿岸を南下してきたタマ24A船団を発見した。タマ24A船団は2隻のタンカー、「第二八紘丸」（日本油槽船、10,022トン）と「二洋丸」（浅野物産、10,022トン）、駆逐艦「朝風」および「夕凪」で構成されていたが、「第二八紘丸」は、8月22日に「スペードフィッシュ (USS Spadefish, SS-411) 」の雷撃で座礁し、夕凪がこれに付き添ったため、残ったのは「朝風」と「二洋丸」のみであった。「ハッド」が攻撃を行って「朝風」を撃破し、行動不能となった「朝風」は通りかかった機帆船の曳航でダソル湾に座礁し、夜になって沈没した。この攻撃で魚雷を使い果たした「ハッド」が、魚雷補給のためウルフパックを離れることとなった。8月23日夜、「ハッド」は「ハーダー」と会合してウルフパックから分離し、ミオス・ウンディ島に向かった。「ハーダー」は「ヘイク」とともに任務を続行した。

### ハーダーの最期

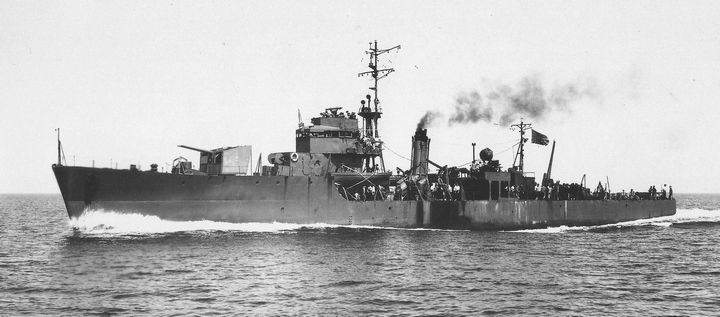
第22号海防艦

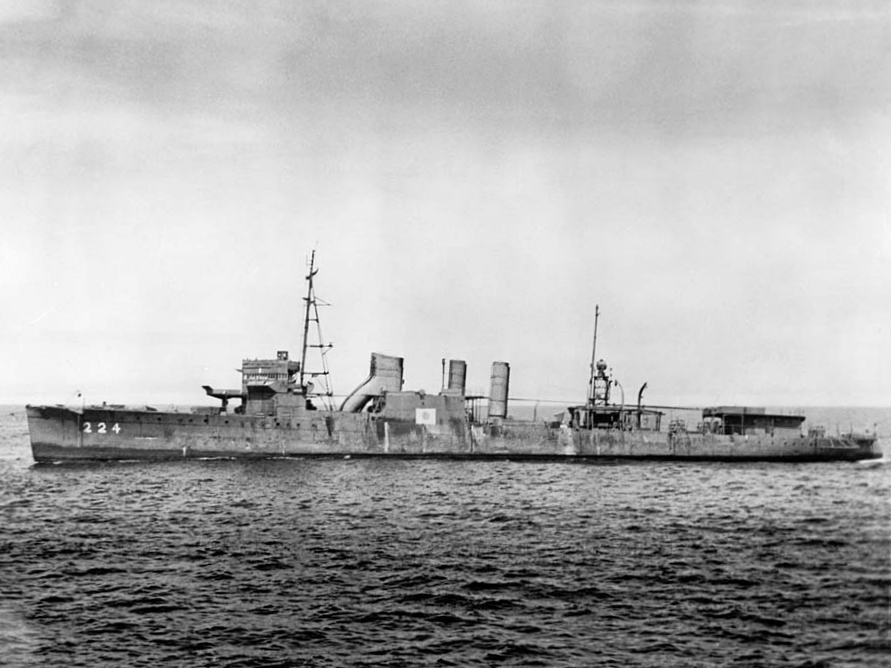
第102号哨戒艇。終戦後、武装解除され米軍に接収された時の状態

単船になった「二洋丸」はダソル湾の奥まった部分に避退した。救援のために、第三南遣艦隊の命でマニラから「第22号海防艦」と「第102号哨戒艇」が差し向けられた。2隻は8月23日18時前にマニラを出港したが、「第22号海防艦」は当時修理中であった。「第102号哨戒艇」も当時缶管の故障に悩まされており、8月23日も応急修理を実施していた。8月24日4時53分、「ヘイク」は潜航を開始し、その時点では「ハーダー」はヘイクの南4,000mにいた。「ヘイク」は2つの探信音を探知し、その方向に潜望鏡を向け2隻の艦艇を発見した。「ヘイク」は最初、2隻を「軽巡洋艦と駆逐艦」と判断したが、すぐ「掃海艇と駆逐艦『プラ・ルアン』（タイ海軍）」と訂正した。「掃海艇」が「第22号海防艦」で、「プラ・ルアン」が「第102号哨戒艇」である。「ヘイク」は2隻を攻撃しようとしたが、2隻がダソル湾に入ったので、いったん攻撃をあきらめ南に進路を変えた。「第22号海防艦」と「第102号哨戒艇」はダソル湾口に到着後対潜警戒を実施していたが、夜が明けてから「第102号哨戒艇」が「二洋丸」を誘導するために湾内に入っていき、「第22号海防艦」は湾口において単艦で警戒を続けた。
6時47分、「ヘイク」は自己の潜望鏡の前方視野およそ600ヤードから700ヤードの位置に「ハーダー」の潜望鏡を捉えた。地点は北緯15度43分 東経119度43分 / 北緯15.717度 東経119.717度であった。その頃、「第22号海防艦」はソナーで探査中であったが、水測室から「艦橋、敵潜探知、右艦首二〇度、感度三」と報告があり、同時にその方向に「ハーダー」の潜望鏡を発見した。「ヘイク」は探知されたことを察知して深深度への避退行動に移った。「第22号海防艦」は「戦闘爆雷戦、前進強速急ゲ」と下令し「ハーダー」の潜望鏡に艦首を向けて速力を上げた。「ハーダー」は向首する「第22号海防艦」目がけ魚雷を3本発射。「第22号海防艦」は命中を覚悟したが、魚雷は右に1本、左に2本と進んできたものの、いずれもかすめ去った。「第22号海防艦」は7時28分ごろに潜望鏡が見えていた辺りの直上から爆雷を投射器から12個、軌条から3個投下した。やがて攻撃地点から多量の噴煙や重油、コルク片が出てきた。この時、「ヘイク」は4kmも西方に離れていたが、「ハーダー」のいるあたりで15発もの爆雷の爆発音を聴取し、一連の攻撃が終わった後、「ヘイク」は「ハーダー」から何の応答も得られなかった。これが、「ハーダー」の最期の瞬間であった。日本側の攻撃地点は北緯15度50分 東経119度43分 / 北緯15.833度 東経119.717度と記録されており、「ヘイク」が確認した「ハーダー」の潜望鏡が最後に目撃された地点とほぼ同一であった。この一連の対潜戦闘の間、「第102号哨戒艇」は「二洋丸」を誘導し、ダソル湾を出てマニラに向けて航行を開始しており、やがて戦闘を終えた「第22号海防艦」が合流して「二洋丸」の右舷側に張り付き、3隻は8月24日夕方に無事マニラに帰投した。
「ハーダー」は第二次世界大戦の戦功で6個の従軍星章を受章した。また、6回の哨戒は全て成功と判断された。1945年1月初頭、アメリカ合衆国海軍省は「ハーダー」の喪失を発表した。
艦名は海軍の伝統に従い、第二次世界大戦後建造されたタング級潜水艦「ハーダー (USS Harder, SS-568) 」に引き継がれた。
ハーダーの残骸は、ルソン島沖の東シナ海の水深900メートルの海底で発見されたことがアメリカ海軍歴史遺産コマンドにより2024年5月23日に発表され、爆雷で損傷した司令部後部を除いて保存状態は良好であると分かった。この調査は、ティブロン・サブシー社のティム・テイラー最高経営責任者が主導する、第二次世界大戦で消息不明となっているアメリカの潜水艦52隻を捜索する「ロスト52プロジェクト」により行われた。